# Сільпо (торговельна мережа)

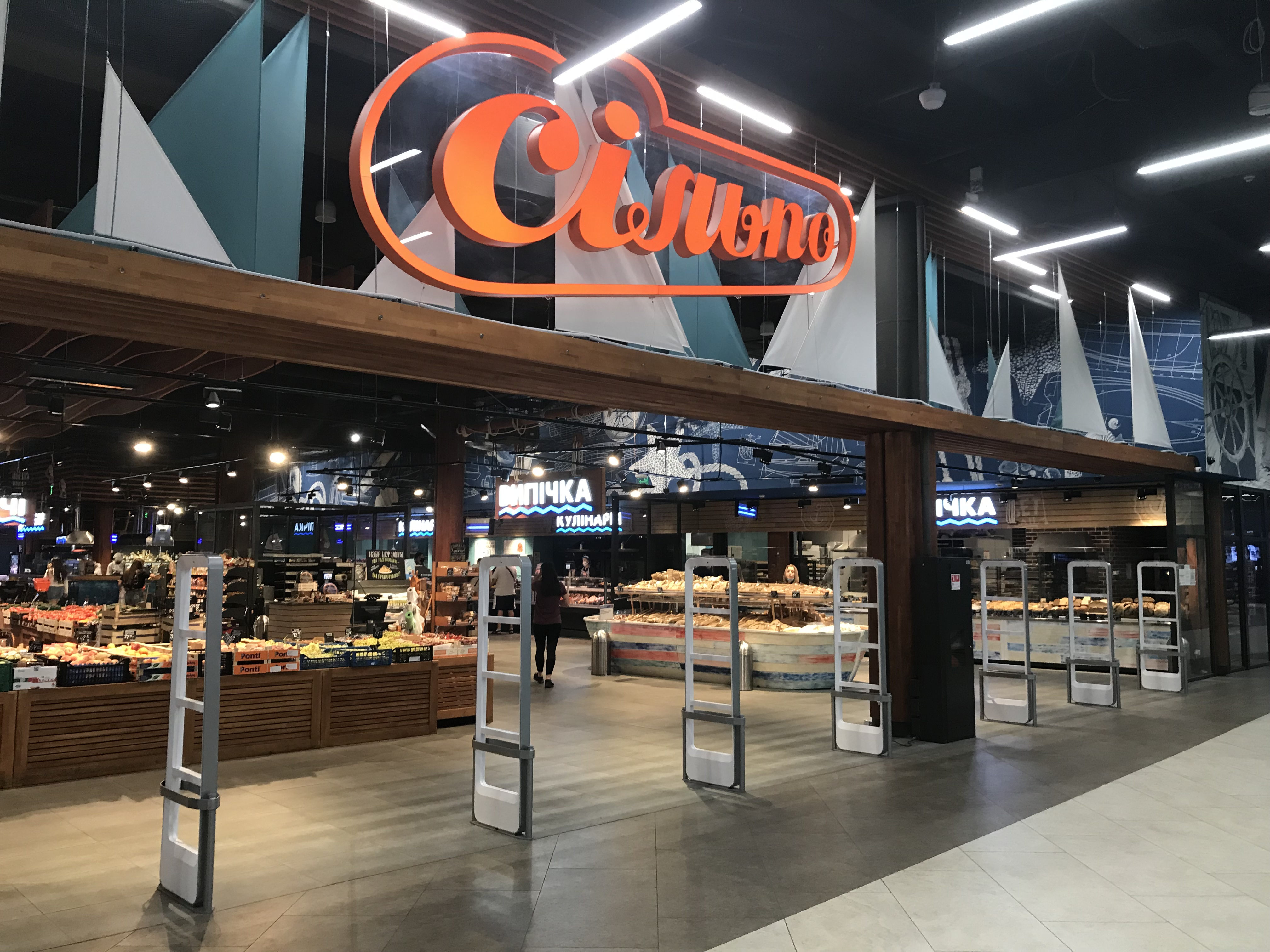
Супермаркет у ТРЦ River Mall в Києві

«Сільпо́» — українська торговельна мережа продовольчих супермаркетів, заснована в 1998. Також здійснює доставляння продуктів додому або самовивіз. Є частиною торговельної корпорації Fozzy Group.
Мережа присутня у 62 містах України (2019), та станом на 2023 рік мережа налічує 305 супермаркетів.

## Історія розширення мережі
У березні 1998 року відкрилася перша крамниця у Києві, всього протягом цього року їх відкрилося — п'ять.
У 2002 — їх уже налічувалося 22 (Київ, Львів, Одеса, Дніпро, Запоріжжя).
У 2003 — 40 крамниць (18 — у Києві, 8 — у Дніпрі, 7 — в Одесі, 2 — в Запоріжжі та по одному у Хмельницькому, Рівному, Миколаєві, Чернівцях та Черкасах).
У 2005 — вже 81 супермаркет.
На кінець 2008 їхнє число досягло 150, 150-а крамниця мережі розпочала роботу в Енергодарі, Запорізька область.
У 2010 у Кропивницькому та Харкові було відкрито 6 супермаркетів.
Листопад 2011 — у містах Дніпро та Сєвєродонецьк відчиняються 206-й і 207-й супермаркети мережі.
З 22 грудня 2011 в Ялті (АР Крим) розпочав роботу супермаркет мережі «Сільпо». Це перший супермаркет «Сільпо» в Ялті та 219-й — в Україні.
9 листопада 2012 відкрився «Сільпо» в Івано-Франківську. Це другий супермаркет «Сільпо» в місті та 235-й магазин мережі в країні.
28 лютого 2014 — відкриття нового супермаркету в Костополі. Він став єдиним супермаркетом в містечку.
У 2016 компанія зайняла 11-те місце в рейтингу найінноваційніших компаній України за версією сайту forbes.net.ua

### Ребрендинг супермаркетів

Новий магазин у Софіївській Борщагівці

Не бажаючи входити в пряму цінову конкуренцію з АТБ, Сільпо позиціонувала себе як мережа в ціновому сегменті середній+. Оперуючи, перш за все, в Київському регіоні, де купівельна спроможність населення вища, ніж у середньому по Україні, маючи досить непогані локації для більшості своїх супермаркетів, Сільпо завжди мала хороші показники виручки з одиниці торговельної площі, навіть не будучи мережею з дешевими цінами. Конкуренцію в цільовому сегменті Сільпо становила в першу чергу мережа Novus, яка також активно розвивалася в Києві та області. Але Сільпо пішли далі — була створена концепція унікальних дизайнерських магазинів. За цією концепцією, кожен магазин мав нести свою власну історію, мати власний стиль і дизайн. Компанія намагалася створити для своїх споживачів унікальний досвід і враження, чим виділити себе серед інших мереж. У період з 2016 по 2023 рік були відкриті супермаркети в стилі Stalker, Пригоди Тома Сойєра, Петриківський Розпис та в багатьох інших стилях. Тільки у 2021 ріку було відкрито 35 дизайнерських супермаркетів, а всього за останні кілька років — понад 100. Сільпо активно впроваджує технології енергозбереження та сортування вторинної сировини (це один з напрямків співпраці з ЄБРР). Визначившись з ринковим сегментом, мережа «Сільпо» відновила своє розширення. Наприкінці 2019 ріку вона складалася з 258 супермаркетів, у 2020 році — 276, а у 2021 році — вже 333. У 2021 році «Сільпо» поглинула залишки мережі «Фуршет», яка п'ятнадцять років тому була головним конкурентом «Сільпо» на ринку продовольчого рітейлу, але в останні роки фактично перебувала на межі банкрутства.

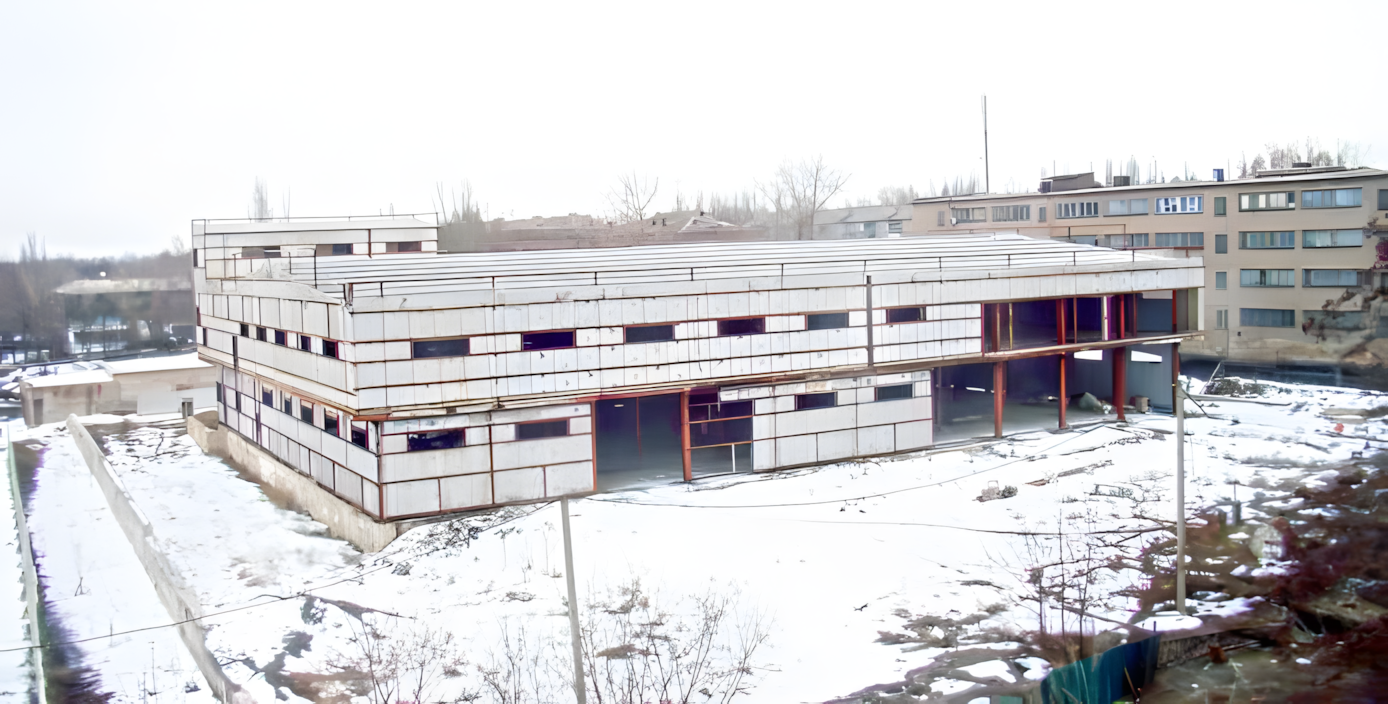
Недобудований супермаркет у Костянтинівці, будівництво заморожене у 2008 році. У 2021 році Сільпо планувала добудувати і відкрити свій супермаркет.

У тому ж 2021 році «Сільпо» планувала продовжити будівництво недобудованого супермаркету «Фуршет» у Костянтинівці, який почали зводити у лютому 2008 року. Площа будівлі становить 6000 квадратних метрів. Однак через початок російського вторгнення в Україну всі плани були заморожені.

### В період російського вторгнення в Україну

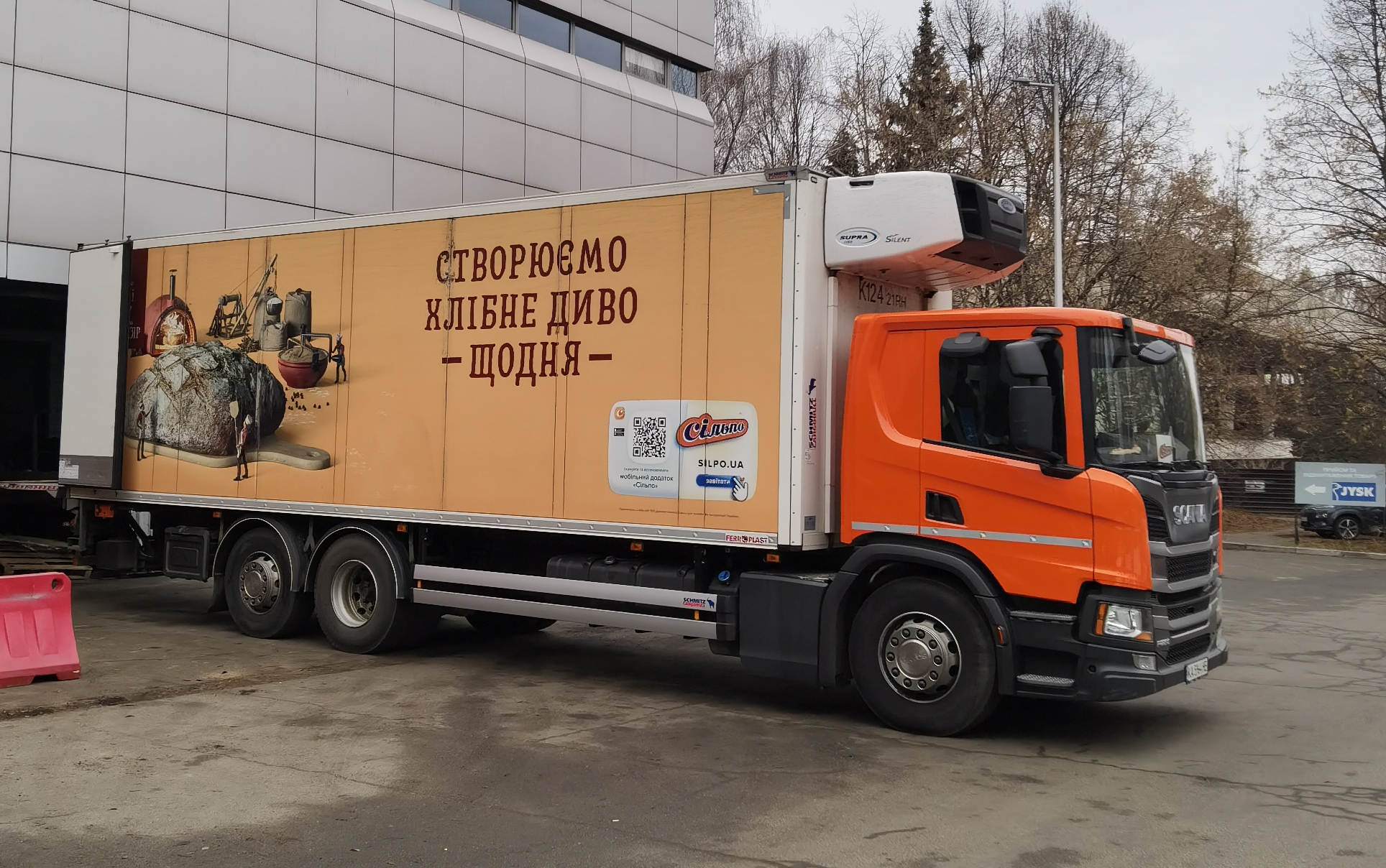
Вантажівка Сільпо

Повномасштабне вторгнення Росії в Україну, яке розпочалося 24 лютого 2022 року, справило суттєвий негативний вплив на діяльність мережі. У лютому та березні компанія призупинила роботу 38 магазинів у Київській, Харківській, Чернігівській та Сумській областях, але до кінця серпня роботу цих магазинів було відновлено. Також у зоні бойових дій та на тимчасово окупованих територіях України було втрачено 31 супермаркет, частина з яких зазнала часткових або повних руйнувань.
В 2022 році в результаті бойових дій було знищено один з розподільчих центрів компанії поблизу Броварів Київської області, де зберігалося 10 000 палет товарів на суму 560 млн грн. Компанія активно проводила переговори з орендодавцями щодо зменшення розміру орендної плати за торговельні площі, також частково відбулося зменшення витрат на оплату праці персоналу. Було проведено реструктуризацію виплат за кредитним портфелем компанії. Внаслідок цього, Сільпо вдалося не лише стабілізувати свою операційну діяльність, але й навіть продовжити процес відкриття нових супермаркетів. Так у квітні було відкрито магазин в Ужгороді, а в червні-жовтні були відкриті нові дизайнерські магазини в Ужгороді, Києві та Рівному, і на середину жовтня в мережі знову функціонують 300 супермаркетів.
У ніч на 20 грудня 2024 року, згідно повідомлення компанії Fozzy Group, російські війська завдали удару по складу замороженої продукції мережі супермаркетів «Сільпо» у Бориспільському районі Київської області. В результаті атаки склад був знищений разом з товарами на суму понад 400 млн грн.

## Le Silpo
Le Silpo — мережа делікатес-маркетів зі стильним дизайном та особливим асортиментом. На полицях переважають найкращі товари преміальної якості, зібрані з різних континентів та вироби власних майстрів кулінарної справи. Надихнувшись гастрономічними форматами різних країн, команда створила багатофункціональну концепцію: крім покупки їжі, гості можуть відвідати авторський заклад Le Grill з меню від бренд-шефа Марко Черветті, випити каву або вина, а також попросити приготувати обраний у м'ясному відділі стейк або морепродукти з акваріума або улюблену страву зі свіжих продуктів делікатес-маркету. У 2013 ріку відкрито 3 магазини Le Silpo: у Київі, Дніпрі та Харківі. 4-й Le Silpo відкрито в Одесі у 2017 ріку: у делікатес-маркеті є камери для сухого дозрівання різних видів м'яса, власні сироварні та пекарня з дров'яною піччю, дегустаційні зони, кафетерій і Bar de la Marine, де можна скуштувати страви зі свіжої риби та устриць без термічної обробки, ресторан Le Grill на 80 гостей. Середня торгівельна площа — 1794 кв. м. Як і у «Сільпо», в Le Silpo постійні клієнти можуть користуватися програмою «Власний Рахунок». У 2018 ріку Le Silpo в Одесі потрапив до списку найкращих інноваційних дизайнів європейських магазинів Europe's Finest Store за версією European Supermarket Magazine (ESM).

## Цікавинки
Мережа однією з перших почала продавати товари під власною торговою маркою, ці товари приносять мережі 10 % прибутку.
Середня торговельна площа супермаркету становить 1 464 м², асортимент налічує до 76 000 найменувань харчових продуктів та супутніх товарів (2019).
«Сільпо» — один із небагатьох у світі великих мережевих продуктових ритейлерів, який створює індивідуальний тематичний дизайн для кожного магазину. У 2017, 2018, 2019, 2020, 2021 супермаркети увійшли до списку найінноваційніших магазинів Європи Europe's Finest Store видання European Supermarket Magazine (ESM).
У 2012 мережа «Сільпо» відкрила перший супермаркет преміального формату Le Silpo у Харкові. Особливість магазину: принципи формування асортименту, емоційна комунікація, менша кількість POS-матеріалів.
Станом на кінець 2021 мережа налічує 4 делікатес-маркети Le Silpo.
У липні-серпні 2016 ГО «Фундація.101» провела моніторинг якості харчових продуктів у супермаркетах України. Моніторинг здійснювався волонтерами, які забажали взяти участь у проєкті. Всього для участі зареєструвалось 157 осіб, 123 з яких активно брали участь в інспектуванні магазинів. За період дослідження було здійснено 447 моніторингових візитів та надіслано таку ж кількість онлайн-звітів. Під час перевірок було зафіксовано 153 випадки продажу зіпсованих м'ясних виробів, які продаються в охолодженому вигляді, що складає 34 %, а також 134 випадки продажу прострочених товарів, що складає 30 %. В опублікованому антирейтингу мережа «Сільпо» посіла перше місце: у 61 % випадків фіксувались факти продажу зіпсованих м'ясних виробів та у 54 % випадків — факти продажу товарів, термін придатності яких минув. На другому місці — «Фора»: факти продажу зіпсованих м'ясних виробів фіксувались у 51 % випадків, а прострочених товарів було 48 %. Третє місце посіла мережа «АТБ»: зіпсовані м'ясні продукти були у 37 % випадків, а прострочених товарів було зафіксовано 34 %.

## Галерея

### Вигляд супермаркетів старого зразка

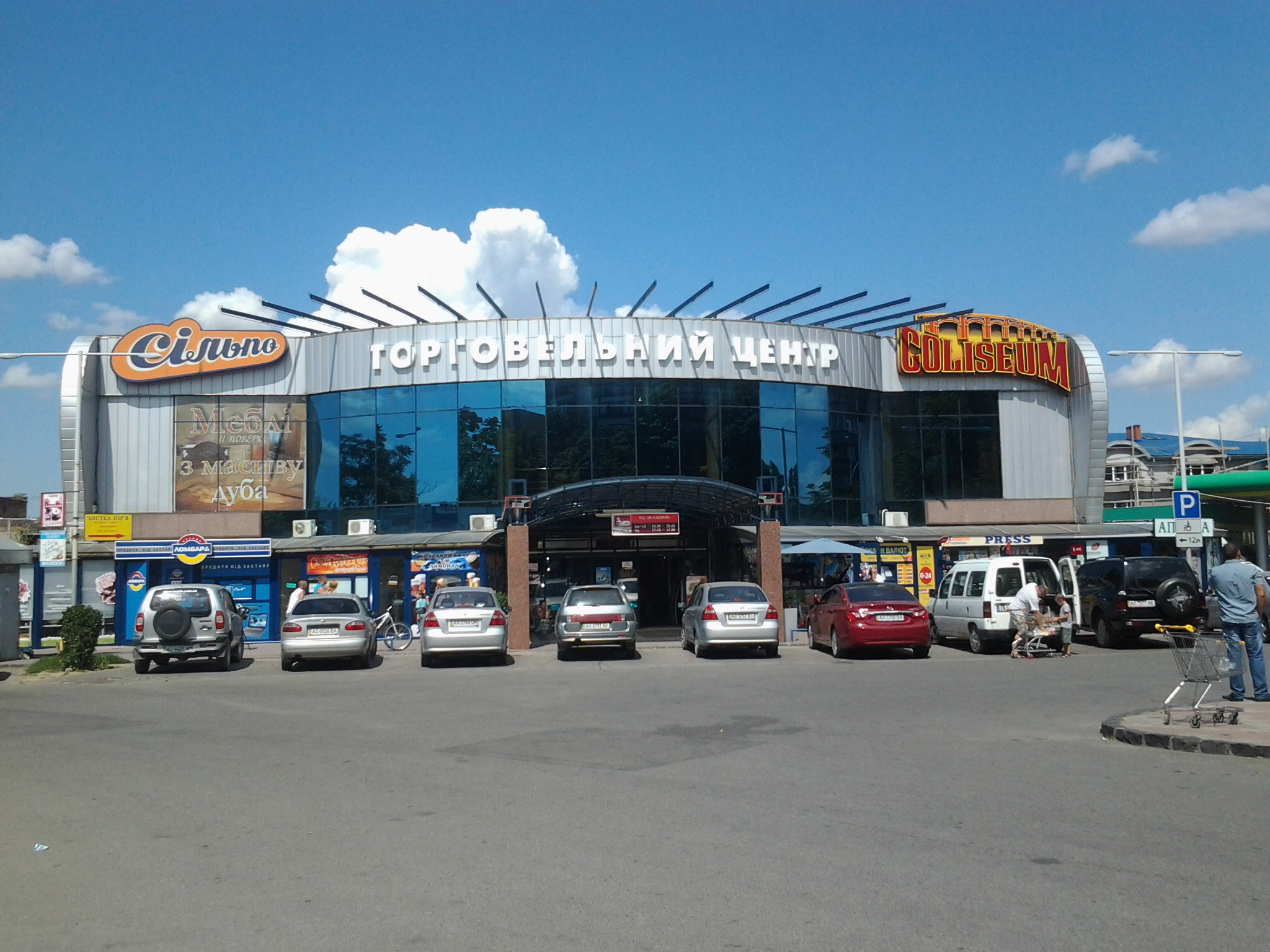
В Ужгороді на вулиці Минайській
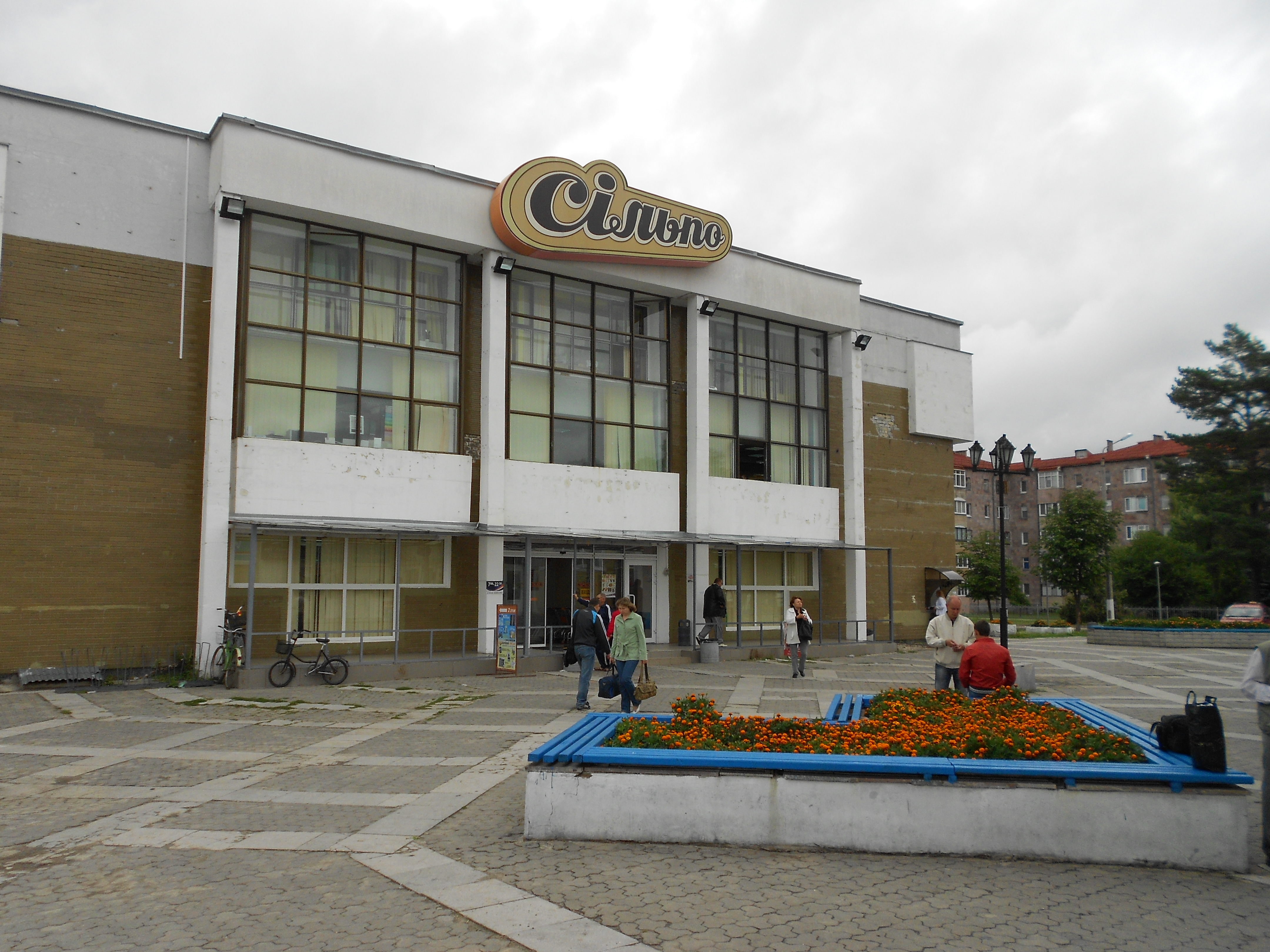
У Славутичі на Привокзальній площі
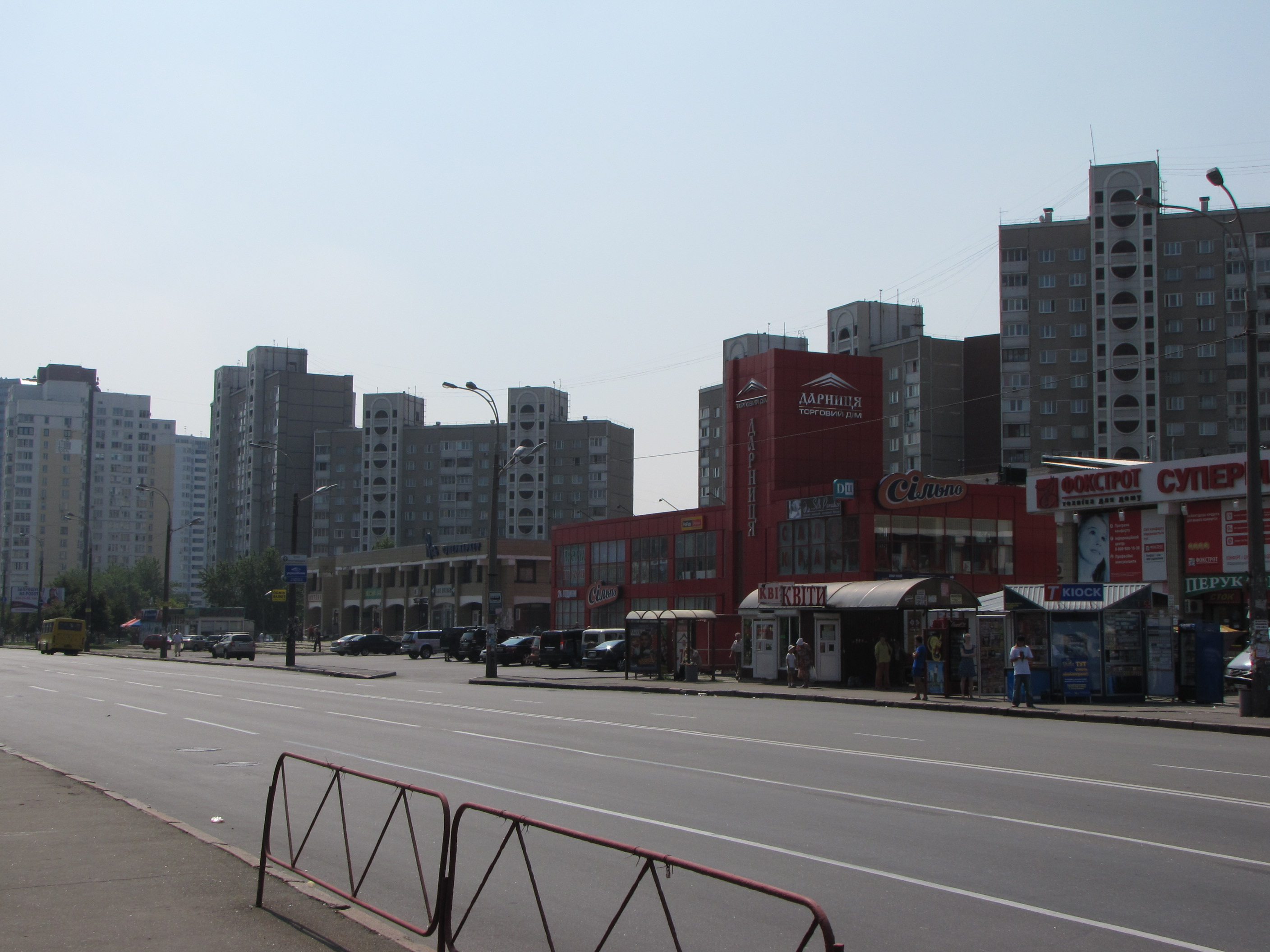
У Києві на Харківському шосе
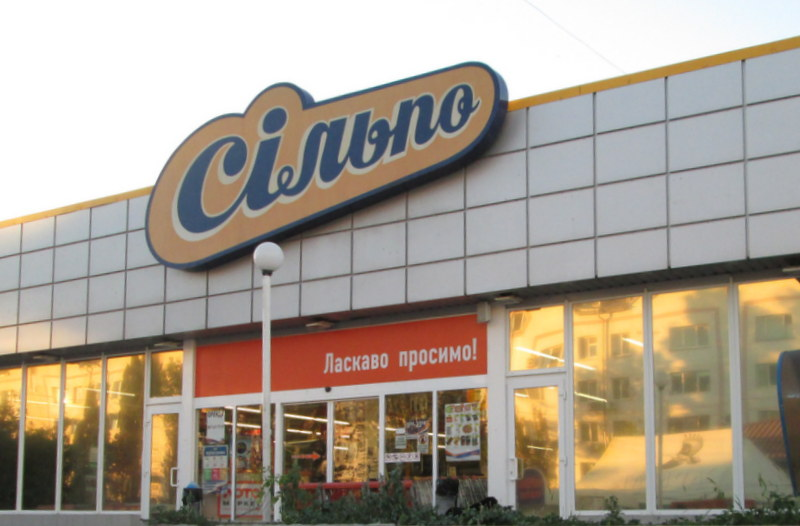
У Севастополі на проспекті Жовтневої Революції
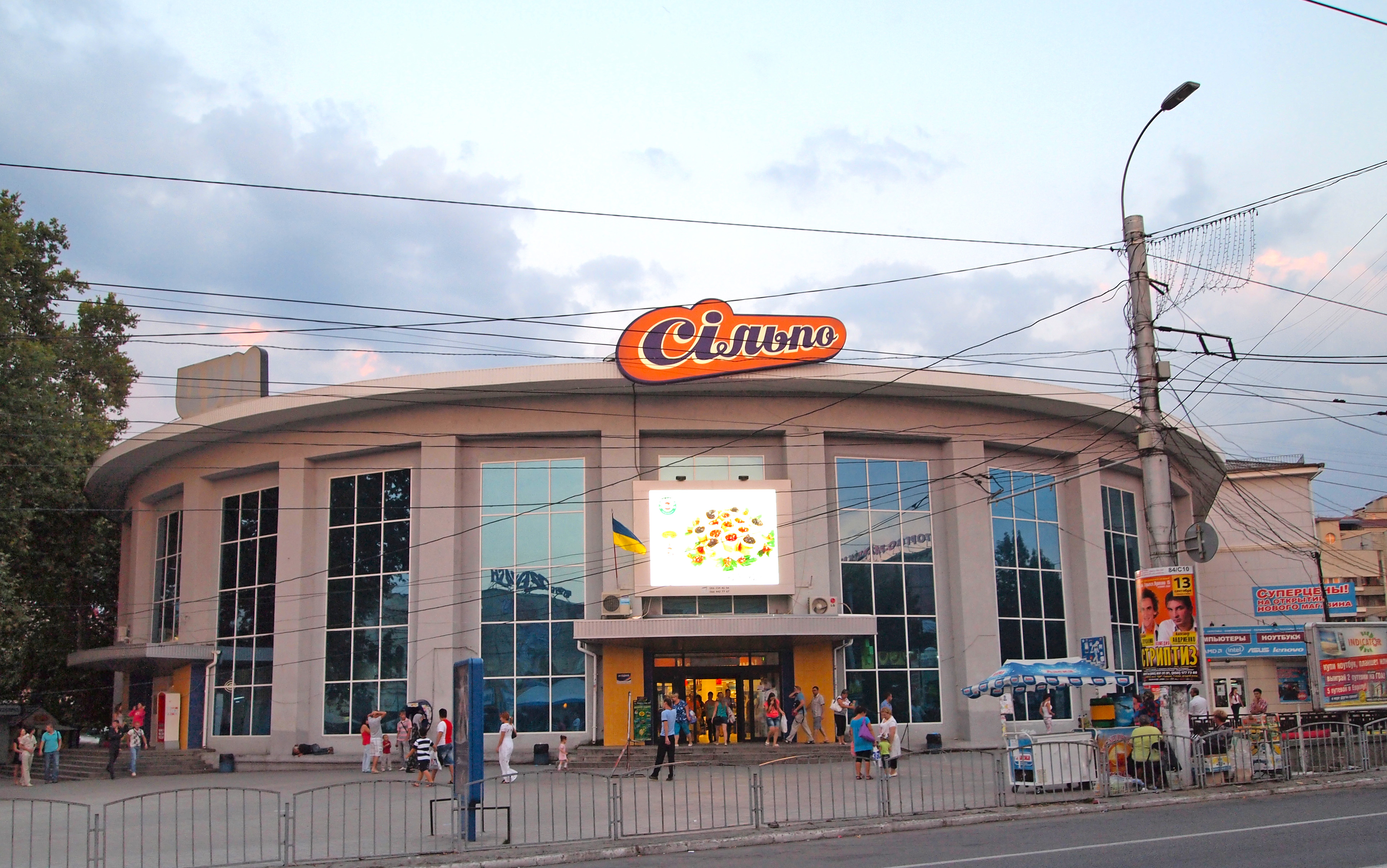
В Сімферополі на проспекті Кірова
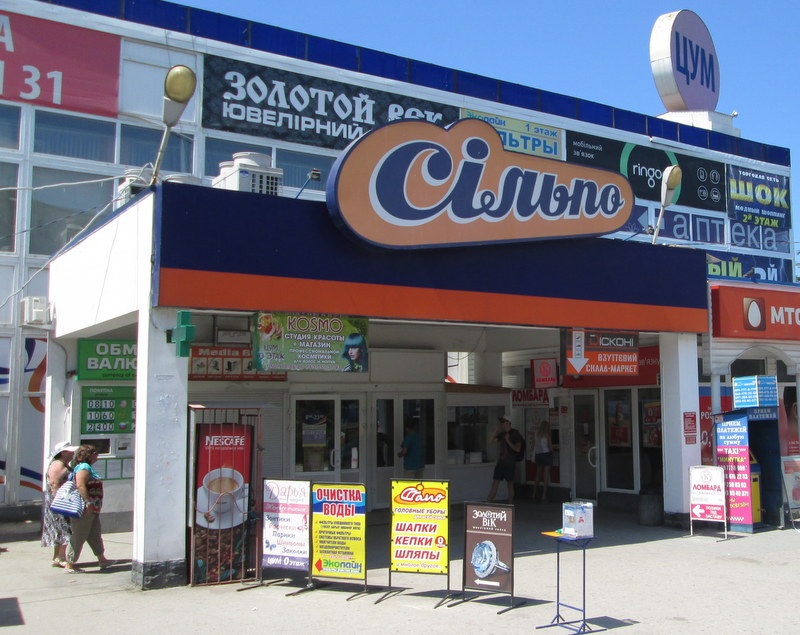
У Севастополі на вулиці Вакуленчука
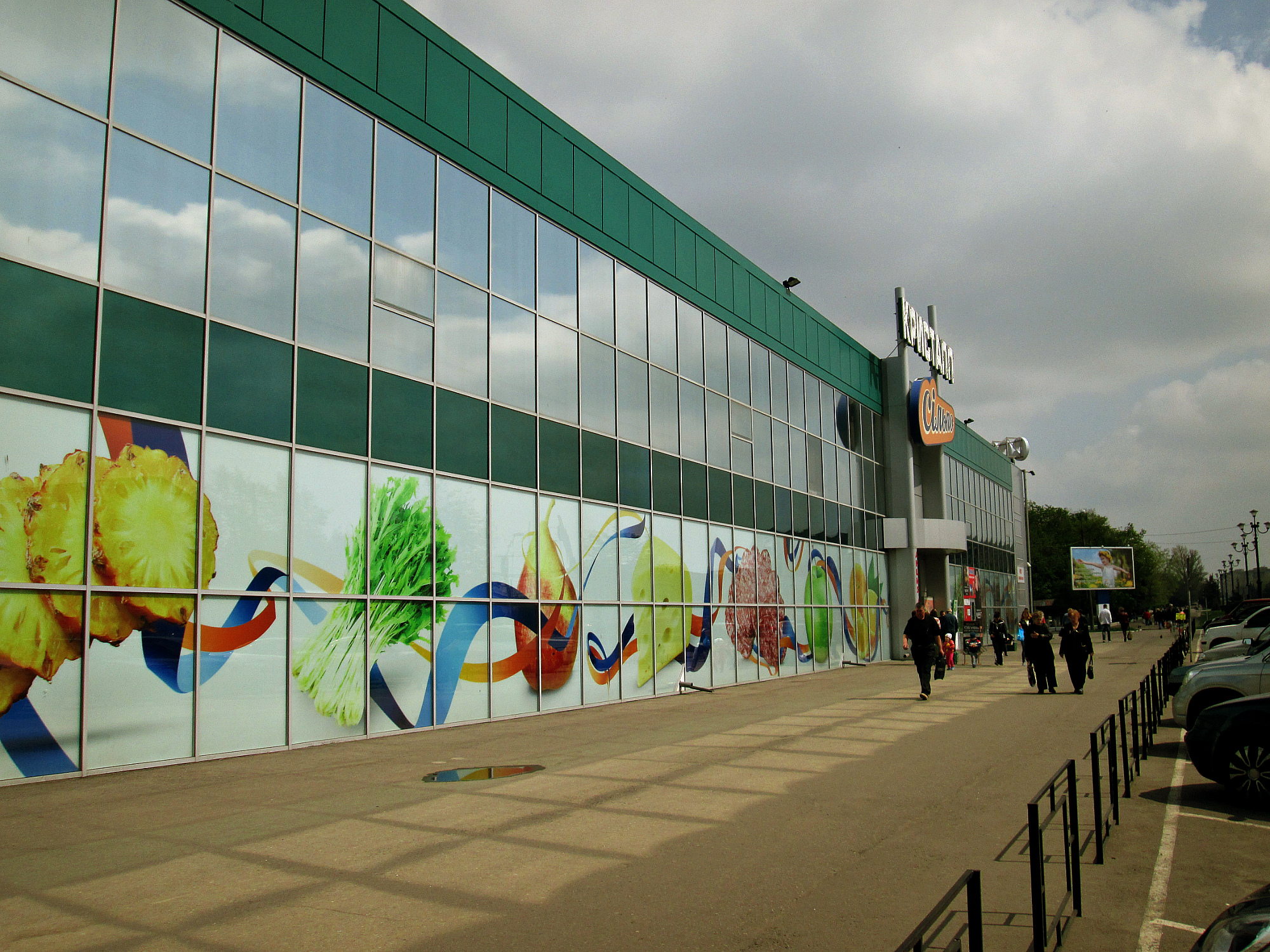
В Лисичанську на проспекті Перемоги

### Сучасні супермаркети

«Бразильський» «Сільпо» у ТЦ «Respublika Park» у Києві
«Сільпо» в Умані за мотивами театру Кабукі
«Сільпо» у ТЦ «River Mall» у Києві
«Сільпо» за мотивами «Маленький принц» у селі Щасливе
«Сільпо» в Одесі у стилі «Америка 50-х»
«Сільпо» Re Cycling у селі Софіївська Борщагівка